# 小山昭雄 (数学者)
小山 昭雄（こやま あきお、1927年3月13日 - 2017年4月15日）は、日本の数学者・数理経済学者。
長野県更級郡上山田町（現千曲市）生まれ。旧制日本大学第二中学、旧制第一高等学校理科を経て、1948年東京帝国大学理学部卒。武蔵大学助教授、上智大学助教授、教授、1970年学習院大学経済学部教授、97年定年、名誉教授。

## 著書
- 『経営数学入門』春秋社 1963
- 『リニア・プログラミング線型計画入門』日本経済新聞社 日経文庫 1966
- 『マルコフ過程とその周辺』東洋経済新報社 経営のための数学 1971
- 『ゲームの理論入門』日本経済新聞社 日経文庫 経済学入門シリーズ 1980
- 『経済数学教室 3-4 (線型代数と位相)』岩波書店 1994
- 『経済数学教室 1-2 (線型代数の基礎)』岩波書店 1994-95
- 『経済数学教室 7-8 (ダイナミック・システム)』岩波書店 1995
- 『経済数学教室 5-6 (微分積分の基礎)』岩波書店 1995
- 『経済数学教室 別巻 (確率論)』岩波書店 1999

### 共編著
- 『経済数学 近代経済学を学ぶために』岡本哲治,蔵田久作共編 有斐閣 1975
- 『現代数学レクチャーズ D 1 オペレーションズ・リサーチ』森田道也共著 培風館 1980
- 『経営科学』大澤豊共著 放送大学教育振興会 1987

### 翻訳
- ソウル・I.ガス『線型計画法 方法と応用』好学社 1968
- B.E.メザーブ『有限数学入門』培風館 1973
- G.B.ダンツィーク『線型計画法とその周辺』ホルト・サウンダース・ジャパン 1983

## 論文
- <小山昭雄